# NGC 3966
NGC 3966 = NGC 3986 ist eine Linsenförmige Galaxie vom Hubble-Typ S0/a mit aktivem Galaxienkern im Sternbild Großer Bär am Nordsternhimmel. Sie ist schätzungsweise 146 Millionen Lichtjahre von der Milchstraße entfernt und hat einen Durchmesser von etwa 135.000 Lichtjahren. Gemeinsam mit IC 2979 bildet sie ein gravitativ gebundenes Galaxienpaar und gilt als Mitglied der NGC 3995-Gruppe (LGG 259).
Im selben Himmelsareal befinden sich u. a. die Galaxien NGC 3991, NGC 3994, IC 2978, IC 2981.
Das Objekt wurde  am 8. Mai 1864 von Heinrich d’Arrest entdeckt.